# Gulabi Gang

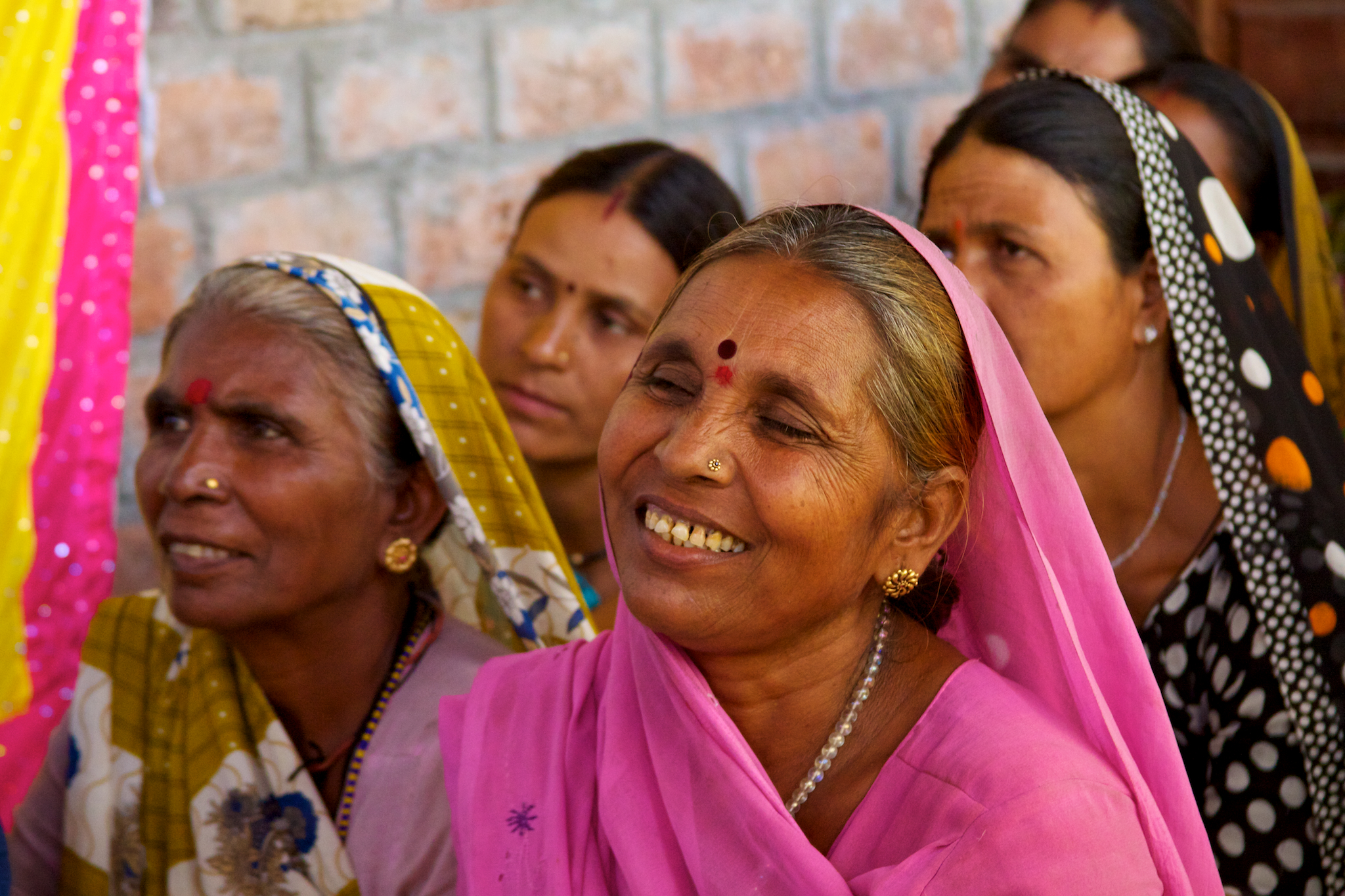
Lantliga kvinnor i Madhya Pradesh

Gulabi Gang (från hindi 'gulabi', "rosa") är en vigilantgrupp. Gruppen dök först upp i distriktet Banda, Uttar Pradesh, i Indien som ett svar på utbredda övergrepp i hemmet och annat våld mot kvinnor. Gulabi Gang leddes tidigare av Sampat Pal Devi.
Gulabi Gang består av kvinnor mellan 18 och 60 år. Gruppen har enligt rapporter utökats sedan 2010, och den har varit aktiv över hela norra Indien, både på gatorna och i lokalpolitiken.

## Bakgrund
Gulabi Gang har inofficiellt sitt huvudkontor i Badausa i distriktet Banda, Uttar Pradesh. Från och med 2003 rankades distriktet som nummer 154 på plankommissionens lista över 447 distrikt baserat på ett index över underutveckling. Distriktet har en utbredd dalit-befolkning (oberörbar kast), som utsätts för diskriminering av människor överallt.

## Beskrivning
Sampat Pal Devi grundade Gulabi Gang 2006 som svar på bristen på polisstöd till offer för våld i hemmet. De flesta kvinnor som råkar ut för våld i hemmet, om inte alla, tillhör lägre kaster. Gulabi Gang riktar sin uppmärksamhet mot Indiens mest fattiga region, där ungefär hälften av befolkningen lider av fattigdom och brist på utbildning samt har andra problem. Gulabi Gang kämpar för kvinnors rättigheter oavsett kast. Det finns också manliga medlemmar, som Jai Prakash Shivhari, som gick med för att vara solidarisk i frågor som regeringskorruption och barnäktenskap. 2010 antogs en lag som hjälpte till att reservera 33 procent av parlamentsplatserna för kvinnor, men Gulabi Gang fortsatte sin verksamhet, eftersom de såg omedelbara resultat. Gulabi Gang anser att även kvinnliga politiker kan korrumperas. De föredrar vigilanträttvisa istället, men arbetar också med politiker, och Sampat Pal Devi konstaterar att de kan behålla sitt eget goda arbete, så att de inte tas för givna av staten, samtidigt som de föredrar att arbeta på egen hand snarare än med statliga organisationer. Vissa Gulabi Gang-medlemmar är arbetslösa, några är jordbruksarbetare, och en del försörjer sig på jobb som skapats genom självhjälpsgrupper. Dessa jobb är bland annat sömnad, försäljning av grönsaker och handel med andra varor. Al Jazeera rapporterade 2014 att Gulabi Gang då uppskattningsvis hade 400 000 medlemmar; Hindustan Times satte siffran till 270 000.
Sampat Pal Devi förklarar att de inte är ett gäng i typisk mening, utan är ett "gäng för rättvisa". Hon anser att hennes uppväxt har ökat hennes känsla för rättvisa när hon giftes bort vid en ålder av 12 år. Den 2 mars 2014 slapp Pal ifrån sin roll som ledare för Gulabi Gang mitt under anklagelserna om ekonomiska oegentligheter och att hon har satt sina personliga intressen före gruppens. Sampat Pal Devi förnekade dessa anklagelser och har fortfarande viss anknytning till Gulabi Gang.
Gulabi Gang har flera "stationer" inrättade och varje station har en chef som kallas "befälhavaren", som hanterar dagliga aktiviteter och mindre problem för människor på egen hand. Hon skickar regelbundna uppdateringar och rapporterar större problem till ledaren för Gulabi Gang. Mun-till-mun-medoden och tidningsartiklar om Gulabi Gangs handlingar är deras främsta källor för spridning av berättelser om verksamheten. Misshandlade kvinnor som hör om detta berättar för gruppen. Det första steget är att begära att polisen tar sitt ansvar. Om detta misslyckas tar Gulagi Gang över. Vid bildandet av Gulabi Gang användes våld mot polisen och regeringen, men den lokala polisen hävdar att "Gulabi Gang gör ett bra arbete och hjälper oss att lösa problem."
Det finns ingen diskriminering på grund av kön i Gulabi Gang, eftersom de inte bara fokuserar på manlig jurisdiktion över kvinnor, utan också på mänskliga rättigheter och manligt förtryck. Medlemmar av Gulabi Gang blir allt oftare ombedda av män att stödja lokal aktivism. När 7 000 Banda-bönder protesterade på gatorna för att kräva kompensation för misslyckade skördar, bad männen Gulabi Gang att delta. Gulabi Gangs samhällstjänstinsatser består också av att dela ut mat och spannmål till bybor på landsbygden, pension till änkor som inte har möjlighet att försörja sig själva på sin ålderdom och att hjälpa till att förhindra övergrepp på kvinnor och barn. Gulabi Gang lär också kvinnor självförsvar och hur man blir ekonomiskt självförsörjande.

## Incidenter
2008 stormade Gulab Gang en eldistributörs kontor i Banda-distriktet och tvingade tjänstemännen att slå på strömmen. De hade stängt av den för att få mutor. Gulabi Gang har också stoppat en del barnäktenskap och protesterat mot hemgift och kvinnlig analfabetism.
2007 våldtogs en dalit-kvinna av en man från en högre kast. Händelsen rapporterades inte. Byborna och medlemmar av den lägre kasten protesterade utan resultat och många av dem sattes i fängelse. Gulabi Gang vidtog åtgärder: de anföll polisstationen och försökte befria bybor som hade satts i fängelse för att ha protesterat. De krävde också att talan skulle väckas mot våldtäktsmannen och när polisen vägrade att väcka talan tog de till våld och attackerade honom fysiskt. Från den tiden var Gulabi Gang känt för att använda fysiskt våld om det behövdes, och om fysiskt våld inte räckte till skulle de protestera offentligt för att skämma ut gärningsmannen.
2011 hjälpte Galabi Gang Sheelu Nishad, en 17-årig kvinna som hade blivit utsatt för gruppvåldtäkt. Nishad greps sedan hon hade gått till polisstationen för att göra en anmälan. Våldäktsmännen kom först till polisstationen och begärde att hon skulle gripas. Offrets pappa tog kontakt med Gulabi Gang-gruppen, som organiserade två massdemonstrationer framför polisstationen.
Sampat Pal Devi har sagt att "Ja, vi slåss mot våldtäktsmän med lathis (stora bambupinnar). Om vi hittar den skyldige, slår vi honom gul och blå, så att han inte vågar göra fel mot någon flicka eller kvinna igen." Suman Singh, en senare befälhavare för Gulabi Gang, nämnde att när "en kvinna söker medlemskap i Gulabi Gang, är det för att hon har lidit av orättvisor, har blivit förtryckt och inte ser någon annan utväg. Alla våra kvinnor kan stå upp mot män och vid behov söka vedergällning genom sitt medlemskap."

## Utbildning
Ett mål Sampat Pal har är att lindra analfabetismen bland unga kvinnor. 2008 skapades en skola i Banda, där minst 400 flickor gick.

## I populärkulturen
Filmen Pink Saris från 2010 av Kim Longinotto handlar om Gulabi Gang liksom dokumentären Gulabi Gang från 2012 av Nishtha Jain.
Det ansågs inledningsvis att Bollywood-filmen, Gulaab Gang, med Madhuri Dixit och Juhi Chawla i huvudrollerna, var baserad på Sampat Pals liv, men regissören förnekade detta och sade att han beundrade hennes arbete men att filmen inte var baserad på hennes liv.
The Gulabi Gang är med i en låt från 2017 Des fleurs et des flammes av den franska sångerskan Tal från hennes album Tal.